# Rainer-Olaf Schultze
Rainer-Olaf Schultze (* 1945 in Göttingen) ist ein deutscher Politikwissenschaftler.

## Leben
Er studierte Politikwissenschaft, Geschichte und Romanistik an den Universitäten Heidelberg und Harvard. Er war von 1969 bis 1970 und von 1973 bis 1976 Lehrbeauftragter, wissenschaftliche Hilfskraft und wissenschaftlicher Angestellter an der Universität Heidelberg. Nach der Promotion zum Dr. phil. 1975 an der Universität Heidelberg war er von 1976 bis 1985 wissenschaftlicher Assistent in Bochum. Nach der Habilitation 1984 im Fach Politikwissenschaft an der Ruhr-Universität Bochum war er seit 1985 Professor für Politikwissenschaft an der Universität Augsburg.
Seine Forschungsfelder sind vergleichende Politik und Politische Soziologie industrieller Demokratien mit den Area-Schwerpunkten: Nordamerika (USA, Kanada) und Westeuropa (Großbritannien, Bundesrepublik Deutschland), vergleichende Föderalismus-Forschung (unter Einschluss der USA, der Bundesrepublik Deutschland, Kanadas und Australiens), empirische Wahlforschung, Verfassungspolitik und Politikberatung.

## Schriften (Auswahl)
- Politik und Gesellschaft in Kanada. Meisenheim am Glan 1977, ISBN 3-445-01440-X.
- Das politische System Kanadas im Strukturvergleich. Studien zu politischer Repräsentation, Föderalismus und Gewerkschaftsbewegung. Bochum 1985, ISBN 3-88339-440-8.
- Weltwirtschaftskrise und Wohlfahrtsstaat. Kanada im Vergleich. Augsburg 1991, OCLC 27680267.
- mit Maria Frühwald: Canadian studies in the German-speaking countries. The state of the art. Bochum 1992, ISBN 3-88339-977-9.